# Muzeul Județean de Istorie și Arheologie Maramureș

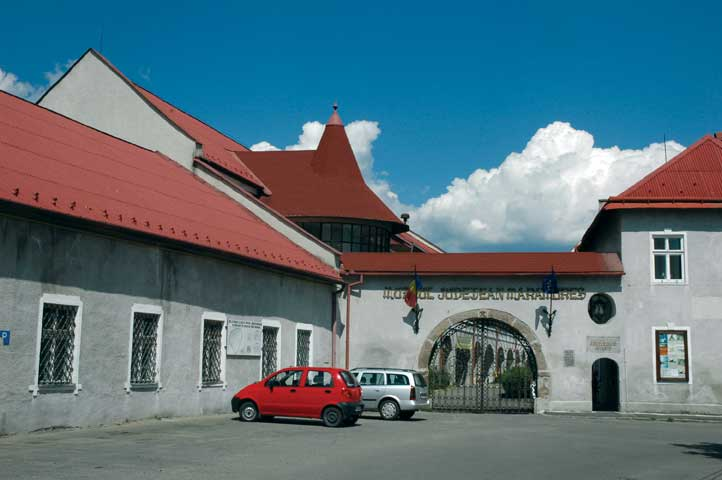
Muzeul (exterior)

Ideea de înființare a unui muzeu în orașul Baia Mare a apărut la sfârșitul secolului XIX, când erau deja constituite colecții, destul de consistente, de „obiecte vechi”, valorificate într-o primă expoziție de istorie. La 31 august 1899 se înființa, datorită demersurilor istoricului Schönherr Gyula, Asociația muzeală băimăreană, a cărei activitate intensă a determinat deschiderea pentru public a Muzeului orășenesc Baia Mare la 19 iunie 1904.  Încă de la început, muzeul și-a îmbogățit colecțiile mai ales prin donații, în special în domeniul cărții, al pieselor de arheologie, monedelor, medaliilor și armelor vechi etc. Astfel, în 1901 patrimoniul muzeului era alcătuit din 2.441 de piese, în 1904 din 6.938 de piese, pentru ca, în preajma Primului Război Mondial, numărul pieselor să ajungă la 11.489.  În perioada interbelică, muzeul băimărean și-a reorganizat colecțiile, prima expoziție fiind deschisă în 1924.  În 1951 Muzeul băimărean a devenit Muzeu regional, iar în perioada 1968-2006 a funcționat sub titulatura de Muzeul Județean Maramureș având cinci secții: istorie și arheologie, artă, etnografie și artă populară, științe naturale și istorie a tehnicii.  Sediul Directiei minelor si uzinelor metalurgice din Baia Mare, fotografie de la inceputul secolului XX (astazi, sediul Muzeului Judetean de Istorie si Arheologie Maramures) Sediul Directiei minelor si uzinelor metalurgice din Baia Mare, fotografie de la inceputul secolului XX (astazi, sediul Muzeului Judetean de Istorie si Arheologie Maramures)  Astăzi, Muzeul Județean de Istorie și Arheologie Maramureș este o instituție publică de cultură aflată în subordinea Consiliului Județean Maramureș, care asigură resursele financiare necesare realizării obiectivelor rezultate din funcțiile de bază ale muzeului.  Urmare a Hotărârii nr. 80 din 19 septembrie 2006 a Consiliului Județean Maramureș, la 1 octombrie 2006 s-a înființat Muzeul Județean de Istorie și Arheologie, entitate care continuă activitatea secțiilor Istorie și Arheologie, preluând și îmbogățind patrimoniul cultural mobil al acestora.  Pe lângă localul Monetăriei, edificat în cursul secolului al XVIII-lea, muzeul mai administrează un important monument istoric, care a făcut parte din sistemul de fortificații al orașului medieval Baia Mare, Bastionul Măcelarilor. Acesta a fost redat comunității locale și a reintrat în circuitul turistic în anul 2011, datorită proiectului Restaurarea și revitalizarea Bastionului Măcelarilor din Baia Mare, Maramureș, implementat de către Consiliul Județean Maramureș.  Patrimoniul muzeal, alcătuit din variate categorii de bunuri culturale, din care o parte depășește importanța locală, regională și chiar națională, este pus în valoare în spațiile generoase ale fostei Monetării a orașului, dar și ale Bastionului Măcelarilor.  Statistic, acesta însumează un număr de 75.509 numere de inventar, din care patrimoniul  arheologic – 35.745 de artefacte, cel aparținând secției Istorie – 24.128 piese  structurate  în colecții de arheologie medievală, tezaure monetare, bresle, arme albe și de foc, sigilii și tipare, stampe și fofografii, documente, tehnică minieră, patrimoniu memorialistic. Acestora li se adaugă cele 9278 volume (sec. XVI- XX) ale fondului documentar de carte, tabloul fiind întregit de fondul de carte curentă, care cuprinde 10.322 volume (publicații de specialitate, anuare, etc.)    Patrimoniul arheologic provine din cercetări arheologice sistematice și preventive, din cercetări de suprafață, dar și datorită unor descoperiri întâmplătoare, creionând liniile evoluției umane pe parcursul unei lungi perioade de timp. O parte dintre artefactele descoperite este pusă în valoare în cadrul expoziției permanente „Comori ale Epocii Bronzului din Nordul Transilvaniei”,  Un alt segment important îl constituie tezaurele monetare, piesele de lapidar, însemnele și produsele de breaslă, tiparele și sigiliile, armele albe și de foc, stampele și documentele, toate acestea oferind posibilitatea reconstituirii dinamicii evoluției orașului liber regal Baia Mare.  Mineritul a constituit mult timp baza economică a zonei Baia Mare, patrimoniul muzeal care face posibilă reconstituirea evoluției sale cuprinzând aproximativ 1500 piese. Unelte, mijloace de transport ale minereului, mijloace de iluminat în subteran, documente și fotografii se regăsesc în colecția de istorie a mineritului, multe dintre piese având caracter de unicitate. Acestora li se adaugă componente păstrate in situ de la prima instalație de afinare din România care a funcționat în acest spațiu începând cu anul 1926 până în 1967, inclusiv  Trezoreria, locul unde se păstrau lingourile de aur și argint înainte de a ajunge în seifurile BNR. Toate acestea pot fi văzute în expoziția permanentă “Minerit și civilizație în Maramureș”, unică în peisajul expozițional din România.  O atracție deosebită pentru public o constituie colecția de ceasornice (aproximativ 300 de piese), unele exemplare de excepție conferind expoziției permanente „Călătorie în universul Ceasului” valențe culturale și științifice deosebite. De la uriașe orologii de turn la mici ceasuri de masă și de buzunar, de la pendula de perete contemporană Revoluției Franceze (1789) la ceasuri de verificare a paznicilor, toate stârnesc curiozitatea privitorilor, fascinați atât de decorul fastuos, caracteristic stilului rococo, al unor ceasornice de perete sau de postament, cât și de motivele florale și emailuri pictate cu mult talent de meșteri de altădată.  Acest patrimoniu de excepție, constituie și un important mediator de educație muzeală, instituția derulând programe și proiecte de succes pe acest palier de activitate: „Muzeul Viu”, „Generația Histarch învață comunitatea”, „Tabăra de arheologie experimentală Vălenii Șomcutei”, „4 your culture – 4 monumente medievale din orașul în care trăiesc și învăț”, ”Muzeu fără bariere-accesul la cultura muzeală a persoanelor cu dizabilități”, „Mari civilizații ale Antichității”.  Cercetarea științifică a patrimoniului este valorificată prin studii și articole apărute în publicațiile Muzeului Județean de Istorie și Arheologie Maramureș, respectiv anuarul Marmatia și seriile Bibliotheca Marmatia, Colecții muzeale, Studii și cercetări maramureșene, Muzeul Viu.
În apropiere de Centrul Vechi al orașului Baia Mare, pe o străduță îngustă, tipic medievală, se află o clădire care adăpostea, în Evul Mediu, celebra Monetărie . Aici se transforma, în lingouri și monede, aurul extras din exploatările miniere aflate in bazinul băimărean. Din această pricină, orașul a putut avea fortificații, locuitorilor li s-au acordat privilegii și urbea a prosperat din punct de vedere economic, social și cultural.
În prezent, în acest spațiu, își are sediul Muzeul Județean de Istorie și Arheologie Maramureș, exponatele ilustrând evoluția unor așezări umane în zonă, încă din zorii preistoriei.
Dovezile unor necropole tumulare permit o percepție vizuală asupra modului de viață și a credințelor unei populații străvechi. Colecția de arme medievale (paloșul orașului, spade, săbii, cămăși de zale) „vorbește” despre cavaleri legendari, eroi și armate strălucitoare care și-au câștigat gloria luptând pentru idealuri și interese. Sigiliile breslelor (a argintarilor, aurarilor, croitorilor, măcelarilor) reconstituie viața economică.
În incinta Muzeului, există o bibliotecă de carte veche, cu valoare de patrimoniu, care relevă o activitate culturală efervescentă în perioada anterioară. Evident, nu lipsesc nici fotografiile, corespondențele și documentele ce au aparținut unor personalități culturale locale (George Pop de Băsești, Petre Dulfu, Ion Șiugariu), ceea ce facilitează un contact sentimental cu opera acestor iluștri înaintași.
Aici se derulează anual programe și proiecte culturale cu caracter interactiv, de educație muzeală (gen „Muzeul viu”) pentru a determina un interes sporit din partea comunității locale în scopul cunoașterii istoriei. O serie de expoziții temporare marchează multiculturalismul regional sau obiectivele de patrimoniu mondial. 
În paralel, se organizează campanii de cercetări arheologice în mai multe perimetre din județ, unele situri prezentând un interes ce depășește granițele țării. De ani buni, studiile și comunicările științifice sunt valorificate într-un periodic (Marmatia), precum și în publicații din seriile "Colecții muzeale", "Bibliotheca Marmatia", "Studii și cercetări maramureșene", "Muzeul Viu".